# Camryn Grimes
Camryn Elizabeth Grimes (Los Angeles, 7 januari 1990) is een Amerikaanse actrice.

## Biografie
Grimes werd geboren in de wijk Van Nuys van Los Angeles in een gezin van zeven kinderen, en is een nicht van Scott Grimes.
Grimes begon in 1997 met acteren in de televisieserie JAG, waarna zij nog meerdere rollen speelde in televisieseries en films. Zij is vooral bekend van haar rol als Cassie Newman in de televisieserie The Young and the Restless waar zij al in 1175 afleveringen speelde (1997-heden). Met deze rol won zij in 2000 een Daytime Emmy Award in de categorie Uitstekende Jonge Actrice in een Dramaserie.

## Filmografie

### Films
Uitgezonderd korte films.
- 2017 The Get - als zwangere Amy
- 2012 Magic Mike – als jarig meisje
- 2001 Swordfish – als Holly Jobson
- 2000 Sharing the Secret – als Rachel

### Televisieseries
Uitgezonderd eenmalige gastrollen.
- 1997-2022 The Young and the Restless – Cassie Newman – 1175 afl.